# 김필 (조선)
김필의 본관은 영광(靈光). 자는 화보(和甫) 또는 필옥(筆玉), 호는 설암(雪巖)이다. 21세에 생원시(生員試)에 3등, 식년시(式年試) 대과(大科)에 을과(乙科) 2위로 급제하여 이조좌랑, 의정부 사인(舍人), 홍문관 부재학과 경기도 관찰사 이조참판을 역임했다. 어린 나이에 과거시험에 합격하였고, 종2품 벼슬까지 오를 정도로 두뇌가 명석했다. 그러나 수양대군이 조카인 단종을 폐위하고 계유정난(癸酉靖難)을 일으키자, 벼슬을 버리고 아버지 김경의(金敬義), 형 김찬(金瓚)과 함께 낙향하여 은거했다. 김필은 낙향하고도 임금인 단종을 그리워 하여, 겨울이면 단종의 초상화를 그렸다고 한다. 이후 조정의 부름을 받고 복귀하여 1458년 사헌부 집의(종3품), 1464년 호조 참의, 1465년 이조 참의(정3품), 1466년 경기도 관찰사, 1468년 경상 감사, 1469년 중추부 동지사 등을 역임했다. 그 이후 이조참판을 거쳐 1470년 가선대부 충청도 관찰사 겸 수군절도사가 되었으나 사임하고 장흥으로 내려와 지내다가 1470년 세상을 떠났다.

## 관련 문화유산
장흥 사인정(舍人亭, 전라남도 유형문화유산)은 벼슬을 버리고 장흥에 은거하던 김필이 후학을 양성하기 위해 건립한 누각이다. 정자 옆에 있는 큰 바위에는 ‘第一江山(제일강산)’이라는 글씨가 새겨져 있으며, 또한 이곳은 생육신의 한 사람인  김시습(金時習)이 김필을 찾아와 10여 년 동안 머물기도 한 곳으로 유명하다. 